# Klein Barkau
Klein Barkau est une commune allemande du Schleswig-Holstein, située dans l'ouest de l'arrondissement de Plön, à cinq kilomètres au sud-est de Flintbek. Klein Barkau fait partie de l'Amt Preetz-Land (« Pays de Preetz ») qui regroupe 17 communes entourant la ville de Preetz.